# Varley
Varley è un cortometraggio del 1953 diretto da Allan Wargon e basato sulla vita del pittore canadese Frederick Varley.